# Vilho Niittymaa
Vilho Aleksander Niittymaa (født 19. august 1896 i Yläne, død 29. juni 1979 i Helsinki) var en finsk atlet, som deltog i OL 1924 i Paris.
Niittymaa stillede op i diskoskast ved OL 1924. Han kastede 44,95 m i kvalifikationsrunden, hvilket var nok til sølvmedalje og kun blev overgået af amerikaneren Bud Houser med 46,155 m, som dermed fik guld, mens en anden amerikaner, Tom Lieb, fik bronze med 44,83 m.
Hans personlige rekord var på 46,95, sat i 1923.